# Fluoretação

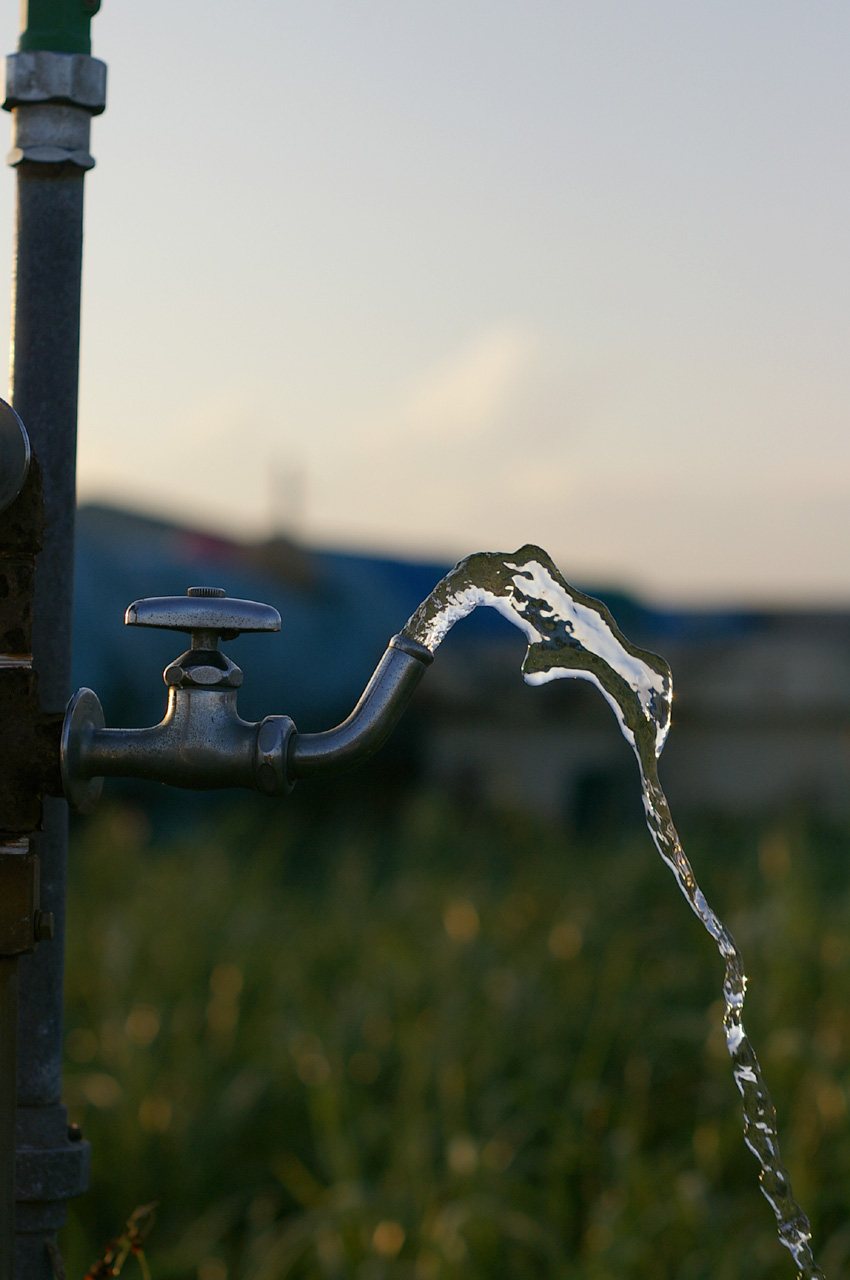
No combate à cárie dentária, o flúor está presente na água encanada, utilizada por meio do abastecimento público.

Fluoretação é uma tecnologia de Saúde Pública, empregada desde 1945, para prevenção da cárie dentária, que utiliza a água de abastecimento público como veículo para o flúor, um elemento químico presente no ambiente, cuja concentração varia conforme o meio (água, ar, solo). No caso da água, varia também conforme o tipo de manancial. O flúor está presente em praticamente toda a água, variando apenas sua concentração. Na água do mar sua concentração é de aproximadamente 1,0 mg F/litro. A fluoretação das águas é uma tecnologia de Saúde Pública recomendada pela Organização Mundial da Saúde (OMS), pelo Ministério da Saúde, e por todas as entidades odontológicas e de saúde coletiva do Brasil. Sua utilização nas principais cidades brasileiras vem sendo considerada fator decisivo para o declínio observado na prevalência de cárie nessas localidades. Contudo, nas regiões Norte e Nordeste do Brasil a maioria da população, inclusive das capitais estaduais, não têm acesso a esse benefício. Nesses locais, e mesmo em pequenos municípios do interior das regiões Sul e Sudeste, os níveis de cárie são mais elevados quando comparados com cidades providas do benefício da fluoretação da água.
Um requisito importante para o emprego seguro da tecnologia de fluoretação da água de abastecimento é a realização da vigilância sanitária da água, se possível com base no heterocontrole, para que se tenha certeza de que a água tratada, distribuída aos domicílios, esteja efetivamente fluoretada, conforme recomenda a técnica, para que a água não contenha flúor em níveis abaixo do necessário para prevenir cárie, nem que esse teor esteja acima do aceitável em determinada localidade.
Segundo pesquisadores brasileiros e internacionais, a fluoretação pode reduzir a cárie em até 60%. Contudo, com o advento dos cremes dentais fluoretados, a contribuição relativa, atribuível à fluoretação da água, é menor. Ainda assim, segundo a OMS, nos países em que a fluoretação é empregada nas estratégias preventivas de Saúde Pública essa medida continua sendo a principal responsável pela prevenção da cárie dentária.
O flúor, veiculado pela água, é absorvido pelo organismo e exerce efeito preventivo local. Isso  não decorre somente da "passagem" do flúor pela cavidade oral e pelos dentes no momento da ingestão da água fluoretada ou sucos e alimentos preparados com ela, mas também pela presença do flúor na saliva. É esta saliva contendo flúor que protege os dentes contra a doença, pois ela adquire um efeito bacteriostático, impedindo, ao menos parcialmente, a multiplicação dos microorganismos que causam a cárie.
No Brasil, a fluoretação das águas de abastecimento público é obrigatória, por lei federal, desde 1975, onde há estação de tratamento da água (ETA). Contudo, dados os benefícios que a medida proporciona, ela é feita mesmo em municípios que não contam com ETA, e cujo sistema de abastecimento de água é misto com poços artesianos, ou exclusivamente com base em poços.
A fluoretação é a medida preventiva da cárie dentária de melhor custo-benefício. Manter um indivíduo beneficiado por água fluoretada, durante toda a sua vida, custa o equivalente à metade do custo de uma restauração dentária.

## Prevalência do uso da Fluoretação

Porcentagem da população recebendo água fluoretada, seja artificial ou naturalmente, 2012.
80–100%
60–80%
40–60%
20–40%
1–20%
< 1%
sem dados

Em 2012, cerca de 378 milhões de pessoas ao redor do mundo recebiam água fluoretada artificialmente, incluindo Argentina, Austrália, Brasil, Canadá, Chile, Colombia, Coréia do Sul, Espanha, Estados Unidos, Filipinas, Hong Kong, Inglaterra, Irlanda, Israel, Malásia, Nova Zelândia, Sérvia, Singapura e Vietnã. E cerca de 40 milhões tinham acesso a água naturalmente fluoretada dentro dos níveis recomendados, incluindo partes da Argentina e dos Estados Unidos, França, Gabão, Líbia, México, Senegal, Sri Lanka, Tanzânia, e Zimbábue. Há regiões da África, da China e da Índia, onde a fluoretação natural da água excede os níveis recomendados.
Alguns países onde a cárie dental é uma doença controlada deixaram de usar a fluoretação da água, incluindo Alemanha, Finlândia, Japão, os Países Baixos, e Suíça. Em 2014, Israel também deixou de exigir a fluoretação da água.[carece de fontes?]

### Fluoretação do Sal
Alguns países da Europa adotaram outras formas de introduzir o flúor como forma de prevenir a cárie dental, com destaque para o uso de fluoretação do sal de cozinha, o que ocorre na Alemanha, Espanha, França e Suíça, com diferentes níveis de adoção.

## Métodos de Fluoretação
- A  quantidade de flúor deve variar de 0,6 a 0,9 mg/L, na maioria a concentração ideal é de 0,7 mg F/l. Contudo, esse teor ótimo depende, em geral, das médias das temperaturas máximas anuais registradas em cada localidade. Isto faz com que em cidades onde essa média é mais baixa, o teor ótimo seja de 0,8 mg F/l .[7]
- A técnica de fluoretação, nas Estações de Tratamento de Água, pode variar conforme as características de cada sistema de tratamento da água. Tem sido comum, nas grandes cidades brasileiras, como São Paulo e Rio de Janeiro, o emprego do ácido fluorsilícico. Mas há localidades que empregam o sal denominado flúorsilicato de sódio.[carece de fontes?]
- Em muitos municípios, como Lins e Presidente Prudente, no estado de São Paulo, as águas contêm, naturalmente, o teor ótimo de flúor, preconizado para prevenir cárie. Nesses casos, as ações de vigilância sanitária têm a finalidade de apenas monitorar a continuidade desses teores na água que abastece a população.[carece de fontes?]
- Em países em que o teor natural de flúor na água é homogêneo, como França, Suíça, Uruguai, Jamaica, dentre outros, é possível utilizar o sal de cozinha para levar flúor à população. A quantidade utilizada é de 250 mg de fluoreto de sódio. Nessas situações, o custo é menor ainda e os benefícios preventivos similares. Contudo, em países de grande extensão territorial e nos quais haja heterogeneidade nos teores de flúor naturalmente existentes nas águas, a fluoretação do sal é praticamente inviável, pois requer medidas de extremo rigor para impedir que sal fluoretado seja consumido em locais onde os teores de flúor na agua sejam diferentes para mais ou para menos e, também, naquelas localidade onde as águas contêm, naturalmente, o teor ótimo de flúor.[carece de fontes?]
- O leite também pode ser fluoretado, em comunidades controladas, não beneficiadas por programas universais de exposição a fluoretos. A OMS reconhece o valor dessas experiências, e as apoia, como é o caso de algumas comunidades andinas, cujas populações sofrem com o isolamento da região e com dificuldades para obter e tratar água, no Chile.[carece de fontes?]